# Odetta
Odetta Holmes (31 de Dezembro de 1930 – 2 de Dezembro de 2008), conhecida como apenas Odetta, foi uma cantora, actriz, compositora e activista dos direitos humanos norte-americana. O seu repertório musical consistia em folk music, blues, jazz e spiritual. Uma importante figura no American folk music revival dos anos 1950 e 60, ela foi influência musical e ideológica para muitas figuras chave do renascimento folk nesse tempo, incluindo Bob Dylan, Joan Baez, Mavis Staples e Janis Joplin.

## Discografia
- 1954 The Tin Angel
- 1956 Odetta Sings Ballads and Blues
- 1957 At the Gate of Horn
- 1959 My Eyes Have Seen
- 1960 Ballad For Americans and Other American Ballads
- 1960 Christmas Spirituals
- 1962 Odetta and The Blues
- 1962 Sometimes I Feel Like Cryin'
- 1963 One Grain of Sand
- 1963 Odetta and Larry
- 1963 Odetta Sings Folk Songs
- 1964 It's a Mighty World
- 1964 Odetta Sings of Many Things
- 1965 Odetta Sings Dylan
- 1967 Odetta
- 1970 Odetta Sings
- 1987 Movin' It On
- 1988 Christmas Spirituals
- 1999 Blues Everywhere I Go
- 2001 Looking For a Home
- 2002 Women in (E)motion
- 2005 Gonna Let It Shine